# Nabil
Nabil (in alfabeto arabo: نبيل) è un nome proprio di persona arabo maschile.

## Varianti
- Femminili: نبيلة (Nabila)[3][4]

### Varianti in altre lingue
- Turco: Nebil[1]
  - Femminili: Nebile[3]

## Origine e diffusione
Riprende un vocabolo arabo che vuol dire "nobile", "onorevole", un significato analogo a quello dei nomi Clizia, Aneirin, Patrizio e Brian.

## Persone
- Nabíl-i-A`ẓam, storico iraniano
- Nabil Ayouch, regista francese
- Nabil Baha, calciatore marocchino
- Nabil Bahoui, calciatore svedese

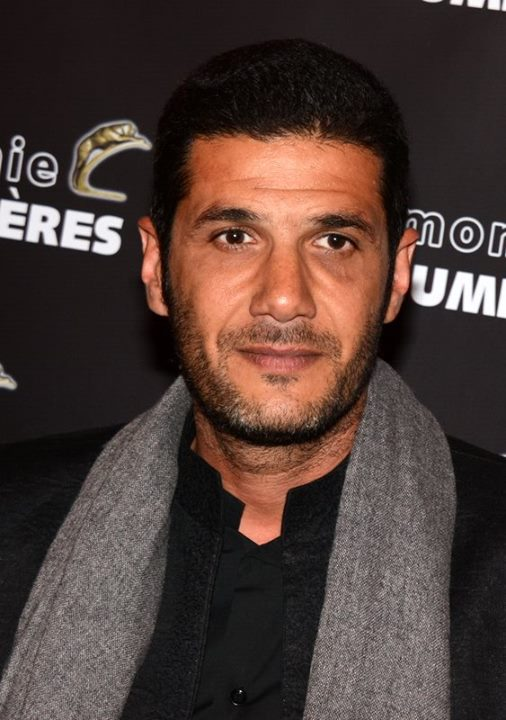
Nabil Ayouch

- Nabil Dirar, calciatore marocchino naturalizzato belga
- Nabil El Zhar, calciatore marocchino
- Nabil Maâloul, calciatore e allenatore di calcio tunisino
- Nabil Salameh, cantautore e giornalista palestinese
- Nabil Shaban, attore britannico
- Nabil Swelim, archeologo, egittologo e ammiraglio egiziano
- Nabil Taïder, calciatore francese naturalizzato tunisino

### Variante femminile Nabila
- Nabila Chihab, pallavolista marocchina naturalizzata italiana